# Gran Premio motociclistico del Belgio 1973
Il Gran Premio motociclistico del Belgio fu l'ottavo appuntamento del motomondiale 1973.
Si svolse il 1º luglio 1973 sul Circuito di Spa-Francorchamps. Corsero tutte le classi meno la 350. La gara rischiò di non svolgersi per una protesta dei piloti, rientrata dopo la posa di numerose balle di paglia.
Giacomo Agostini ritornò alla vittoria in 500, che gli mancava da quasi un anno.
Prima vittoria in 250 per Teuvo Länsivuori. L'italo-belga Oronzo Memola, terzo al traguardo, fu squalificato per essersi rifiutato di far verificare la cilindrata della sua moto (Paolo Pileri lo aveva accusato di aver corso con una 350).
In 125 Ángel Nieto, partito in pole, fu battuto da Jos Schurgers, in sella ad una Bridgestone da lui stesso costruita partendo da un modello stradale.
Agevoli vittorie per Jan de Vries in 50 e per Klaus Enders nei sidecar.

## Classe 500

### Arrivati al traguardo
| Pos. | Pilota               | Moto            | Tempo     | Punti |
| ---- | -------------------- | --------------- | --------- | ----- |
| 1    | Giacomo Agostini     | MV Agusta       | 49' 05" 3 | 15    |
| 2    | Phil Read            | MV Agusta       | +1' 15" 4 | 12    |
| 3    | Jack Findlay         | Suzuki          | +1' 34" 6 | 10    |
| 4    | Kim Newcombe         | König           | +1' 58" 7 | 8     |
| 5    | Michel Rougerie      | Harley-Davidson | +2' 14"   | 6     |
| 6    | Paul Eickelberg      | König           | +2' 19" 4 | 5     |
| 7    | Ernst Hiller         | König           | +3' 28" 6 | 4     |
| 8    | Piet van der Wal     | Yamaha          | +3' 45" 9 | 3     |
| 9    | Marcel Ankoné        | Yamsel          | +3' 48"   | 2     |
| 10   | Billie Nelson        | Yamaha          | +4' 02" 9 | 1     |
| 11   | Alex George          | Yamaha          |           |       |
| 12   | Lothar John          | Suzuki          |           |       |
| 13   | Gyula Marsovszky     | Yamaha          |           |       |
| 14   | Bosse Granath        | Husqvarna       |           |       |
| 15   | Sven-Olof Gunnarsson | Kawasaki        |           |       |
| 16   | Derek Lee            | Suzuki          |           |       |
| 17   | François Hollebecq   | Yamaha          |           |       |
| 18   | Jérôme van Haeltert  | Suzuki          |           |       |

### Ritirati
| Pilota              | Moto     | Motivo ritiro |
| ------------------- | -------- | ------------- |
| Børge Nielsen       | Yamaha   |               |
| Christian Bourgeois | Yamaha   |               |
| Olivier Chevallier  | Yamaha   |               |
| Roberto Gallina     | Paton    |               |
| Steve Ellis         | Yamaha   |               |
| Werner Giger        | Yamaha   |               |
| John Dodds          | Yamaha   |               |
| Werner Pfirter      | Yamaha   |               |
| Dieter Braun        | Yamaha   |               |
| Guy Cooremans       | Kawasaki |               |
| Reinhard Hiller     | König    |               |
| Bruno Kneubühler    | Yamaha   |               |
| Eric Offenstadt     | Kawasaki |               |
| Silvano Bertarelli  | Paton    |               |

## Classe 250

### Arrivati al traguardo
| Pos. | Pilota              | Moto            | Tempo   | Griglia | Punti |
| ---- | ------------------- | --------------- | ------- | ------- | ----- |
| 1    | Teuvo Länsivuori    | Yamaha          | 34.22.3 |         | 15    |
| 2    | John Dodds          | Yamaha          | 34.57.4 |         | 12    |
| 3    | Paolo Pileri        | Yamaha          | 35.10.2 |         | 10    |
| 4    | Michel Rougerie     | Harley-Davidson | 35.22.5 |         | 8     |
| 5    | Christian Bourgeois | Yamaha          | 35.23.9 |         | 6     |
| 6    | Patrick Pons        | Yamaha          | 35.38.2 |         | 5     |
| 7    | Chas Mortimer       | Yamaha          | 36.01.8 |         | 4     |
| 8    | Werner Pfirter      | Yamaha          | 36.02.9 |         | 3     |
| 9    | Víctor Palomo       | Yamaha          | 36.03.6 |         | 2     |
| 10   | Thierry Tchernine   | Yamaha          | 36.13.2 |         | 1     |
| 11   | John Lothar         | Yamaha          | 36.17.8 |         |       |
| 12   | Olivier Chevallier  | Yamaha          | 36.24.8 |         |       |
| 13   | Tapio Virtanen      | Yamaha          | 36.38.0 |         |       |
| 14   | Rob Bron            | Yamaha          | 36.38.4 |         |       |
| 15   | Marcel Ankoné       | Yamsel          | 36.50.4 |         |       |
| 16   | Billie Nelson       | Yamaha          | 37.00.2 |         |       |
| 17   | Nico van den Zanden | Yamaha          | 37.17.3 |         |       |
| 18   | János Reisz         | Yamaha          | 37.46.0 |         |       |
| 19   | Bosse Granath       | Husqvarna       | 37.46.2 |         |       |
| 20   | Charles Nies        | Harley-Davidson | 38.29.5 |         |       |
| 21   | Alain Fieuw         | Yamaha          |         |         |       |
| 22   | Eric Offenstadt     | SHF             |         |         |       |

## Classe 125

### Arrivati al traguardo
| Pos. | Pilota             | Moto        | Tempo   | Griglia | Punti |
| ---- | ------------------ | ----------- | ------- | ------- | ----- |
| 1    | Jos Schurgers      | Bridgestone | 32.58.7 |         | 15    |
| 2    | Ángel Nieto        | Morbidelli  | 33.22.2 |         | 12    |
| 3    | Chas Mortimer      | Yamaha      | 34.08.8 |         | 10    |
| 4    | Rolf Minhoff       | Maico       | 34.39.6 |         | 8     |
| 5    | Ryszard Mankiewicz | MZ          | 34.40.5 |         | 6     |
| 6    | Thierry Tchernine  | Yamaha      | 35.01.2 |         | 5     |
| 7    | Hans-Jürgen Hummel | Yamaha      | 35.10.8 |         | 4     |
| 8    | Matti Salonen      | Yamaha      | 35.18.1 |         | 3     |
| 9    | Henk van Kessel    | Yamaha      | 35.37.3 |         | 2     |
| 10   | Raphael Serrer     | MZ          | 35.48.4 |         | 1     |
| 11   | Paolo Pileri       | DRS         |         |         |       |
| 12   | Pentti Salonen     | Yamaha      |         |         |       |
| 13   | Antonio Garcia     | MZ          |         |         |       |
| 14   | Cees van Dongen    | Yamaha      |         |         |       |
| 15   | Benigno Jull       | MZ          |         |         |       |
| 16   | Keith Walley       | Maico       |         |         |       |
| 17   | Paul Eickelberg    | Maico       |         |         |       |
| 18   | János Reisz        | MZ          |         |         |       |
| 19   | Börje Jansson      | Maico       |         |         |       |

## Classe 50

### Arrivati al traguardo
| Pos. | Pilota               | Moto     | Tempo   | Griglia | Punti |
| ---- | -------------------- | -------- | ------- | ------- | ----- |
| 1    | Jan de Vries         | Kreidler | 23.02.2 |         | 15    |
| 2    | Bruno Kneubühler     | Kreidler | 23.32.9 |         | 12    |
| 3    | Theo Timmer          | Jamathi  | 23.37.2 |         | 10    |
| 4    | Rudolf Kunz          | Kreidler | 23.48.8 |         | 8     |
| 5    | Gerhard Thurow       | Kreidler | 23.49.4 |         | 6     |
| 6    | Jan Huberts          | Kreidler | 23.56.4 |         | 5     |
| 7    | Herbert Rittberger   | Kreidler | 24.16.7 |         | 4     |
| 8    | Wolfgang Gedlich     | Kreidler | 24.21.2 |         | 3     |
| 9    | Hans-Jürgen Hummel   | Kreidler | 24.37.2 |         | 2     |
| 10   | Cees van Dongen      | Kreidler | 25.00.0 |         | 1     |
| 11   | Stefan Dörflinger    | Kreidler |         |         |       |
| 12   | Jürgen Röller        | Kreidler |         |         |       |
| 13   | Juliaan Vanzeebroeck | Kreidler |         |         |       |
| 14   | Nico Polane          | Roton    |         |         |       |
| 15   | Ton Kooyman          | Hemeyla  |         |         |       |
| 16   | Juan Bordons         | Derbi    |         |         |       |
| 17   | Siegfried Lohman     | Kreidler |         |         |       |
| 18   | Jerôme van Haeltert  | Kreidler |         |         |       |
| 19   | Jean-Louis Pasquier  | Derbi    |         |         |       |
| 20   | Armando Lopez        | Derbi    |         |         |       |
| 21   | Pierre Metzger       | Derbi    |         |         |       |
| 22   | Henri Simon          | Kreidler |         |         |       |
| 23   | Chris Baert          | Kreidler |         |         |       |

## Classe sidecar

### Arrivati al traguardo
| Pos | Pilota                | Passeggero       | Moto        | Tempo     | Punti |
| --- | --------------------- | ---------------- | ----------- | --------- | ----- |
| 1   | Klaus Enders          | Ralf Engelhardt  | Busch-BMW   | 32' 24" 7 | 15    |
| 2   | Jeff Gawley           | Kenny Birch      | König       | +28" 3    | 12    |
| 3   | Heinz Luthringshauser | Hermann Hahn     | BMW         | +46" 6    | 10    |
| 4   | Siegfried Schauzu     | Wolfgang Kalauch | BMW         |           | 8     |
| 5   | Graham Milton         | Don Smith        | BMW         |           | 6     |
| 6   | Tony Wakefield        | Alex MacFadzean  | BMW         |           | 5     |
| 7   | Richard Wegener       | Derek Jacobson   | BMW         |           | 4     |
| 8   | Rudi Kurth            | Dane Rowe        | CAT-Monark  |           | 3     |
| 9   | Mick Boddice          | David Loach      | Kawasaki    |           | 2     |
| 10  | Bill Currie           | Keith Scott      | GSM-Weslake |           | 1     |